# Jaroslav Pokorný
Jaroslav Pokorný (Praga, 13 novembre 1920 – Praga, 23 settembre 1983) è stato un drammaturgo e librettista ceco.

## Biografia
Pokorný è stato uno dei più significativi esponenti dell'ambiente teatrale nella sua patria.
Durante la sua carriera ha svolto diverse attività, tra le quali l'insegnamento, la critica letteraria e la regia teatrale.
Il suo esordio ha coinciso con gli anni della seconda guerra mondiale e quindi per evitare la censura Pokorný colse a piene mani dal simbolismo, oltre a utilizzare argomenti antichi per descrivere eventi, emozioni e sentimenti del suo tempo.
Plavci (I naviganti, 1940) fu incentrato sui contrasti tra il socialismo e il capitalismo; in Křidový krub (Il cerchio di creta, 1941) si ispirò ad una antica opera letteraria cinese, basata sullo scontro fra giustizia e ingiustizia.
Tra le altre sue opere di quegli anni si possono menzionare Marlin e Pisně; Omara Pijáka (Le canzoni di Omar il Bevitore).
Dopo la fine della guerra, uno dei suoi primi libri intitolato Most na branicích (Ponte sui confini, 1948), venne dedicato alla nuova situazione geopolitica cecoslovacca.
Sono da ricordare i suoi libretti per opere e balletti, tra i quali va ricordato Dva melodramy (Due melodrammi, 1947).

## Opere
- Plavci (I naviganti, 1940);
- Křidový krub (Il cerchio di creta, 1941);
- Marlin e Pisně (1942);
- Omara Pijáka (Le canzoni di Omar il Bevitore, 1943);
- Dva melodramy (Due melodrammi, 1947);
- Most na branicích (Ponte sui confini, 1948).